# Magnus Hävelid
Magnus Lennart Hävelid, född 27 augusti 1971 i Enköpings församling, Uppsala län, är en svensk ishockeytränare som från och med 2022  är förbundskapten för Juniorkronorna (Team 20).
Från 2007 till 2015 var han assisterande tränare i Linköping HC. Han tog över uppdraget när Gunnar Persson fick sparken från klubben och Janne Karlsson blev huvudtränare. Tidigare var han tränare i klubbens juniorlag och ledde bland annat laget till ett SM-guld säsongen 05/06.
Han är bror till ishockeyspelaren Niclas Hävelid.